# Anodocheilus
Anodocheilus es un género de coleópteros adéfagos de la familia Dytiscidae. 

## Especies
- Anodocheilus bellitae	Young 1974
- Anodocheilus daccordii	Garcia 2009
- Anodocheilus elenauerae	Young 1974
- Anodocheilus elizabethae	Young 1974
- Anodocheilus exiguus
- Anodocheilus florencae	Young 1974
- Anodocheilus francescae	Young 1974
- Anodocheilus janae	Young 1974
- Anodocheilus lenorae	Young 1974
- Anodocheilus maculatus	Babington
- Anodocheilus oramae	Young 1974
- Anodocheilus orientalis	Garcia 2009
- Anodocheilus phyllisae	Young 1974
- Anodocheilus piari	Garcia 2009
- Anodocheilus ruthae	Young 1974
- Anodocheilus sarae	Young 1974
- Anodocheilus venezuelanum	Garcia 2009
- Anodocheilus villae	Young 1974
- Anodocheilus virglniae	Young 1974